# Marília Gabriela Entrevista
Marília Gabriela Entrevista foi um programa da televisão brasileira onde a jornalista e apresentadora Marília Gabriela conduziu entrevistas. Antes de chegar ao GNT, já havia sido exibido em outras emissoras, inclusive com outros nomes.
A jornalista Marília Gabriela estreou no GNT no comando do programa Aquela Mulher, no dia 14 de maio de 1996. Durante dois anos, Gabi entrevistou apenas mulheres que se destacavam em suas áreas, independente de quão famosas eram. Em 7 de abril de 1998, o nome do programa mudou para Marília Gabriela Entrevista, e passou a incluir entrevistados masculinos.
Nesses anos de programa, Gabi conversou com mais de 600 entrevistados, entre eles personalidades como Fernanda Montenegro, Cláudia Raia, Rodrigo Santoro, Antônio Fagundes, Luiza Brunet, além de Reynaldo Gianecchini. O ator – e ex-marido da jornalista – foi recebido, ao vivo, por ocasião da 300ª edição do programa, em setembro de 2002, e voltou a ser entrevistado em 2006 e 2010. Neste ano, a jornalista lançou também o livro Marília Gabriela Entrevista - 10 anos de GNT, em comemoração a década que completa no canal. Em 2 de dezembro de 2015 foi exibido pela última vez e nunca mais voltou à programação, devido à rescisão do contrato de Gabi com o GNT após a grade do canal sofrer uma reformulação.